# Устиновка (Поріцький район)
Усти́новка (рос. Устиновка, чув. Устиновка) — присілок у складі Поріцького району Чувашії, Росія. Входить до складу Козловського сільського поселення.
Населення — 139 осіб (2010; 174 у 2002).
Національний склад:
- росіяни — 91 %